# Emscher
L'Emscher è un fiume tedesco che scorre nel land della Renania Settentrionale-Vestfalia. È un affluente del Reno.

## Geografia
L'Emscher è un affluente del Reno che scorre nella zona intensamente popolata della Ruhr in Germania. Il fiume nasce a Holzwickede, a est della città di Dortmund e sfocia, dopo un percorso di 84 chilometri, nel Reno a Dinslaken. Il suo bacino idrografico copre 865 km². L'Emscher e i suoi affluenti son stati sistematicamente trasformati in fogne a cielo aperto nel quadro dell'industrializzazione e dell'estrazione intensiva del carbone. Esso si è guadagnato la fama di "fiume più inquinato della Germania" trascinando le acque reflue della Ruhr.
Un'associazione di difesa del fiume si batte per il suo disinquinamento e la sua restaurazione (distruzione della sua ganga di cemento su molti tratti del suo percorso), così come per la reintroduzione di specie ittiche quali il barbo, la trota fario, ecc. e il ritorno di specie di volatili migratori quali la pavoncella o l'airone cenerino.
Il letto dell'Emscher è stato scavato e delle dighe sono state costruite su lunghi tratti al fine di proteggere le città contro le piene del fiume. 
Il 40 % di questa regione è stato trasformato in polder a causa del forte cedimento del suolo causato dall'estrazione nelle miniere (presenza di numerose gallerie). 
Dagli anni 1990 è stato intrapreso un grande progetto di riabilitazione ecologica, del quale è previsto il termine verso il 2020.